# Leistenkanal

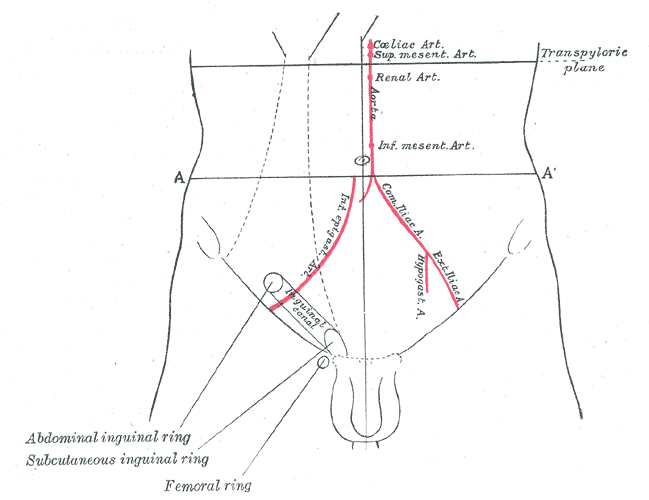
Lage des Leistenkanals

Als Leistenkanal (Canalis inguinalis) wird bei Säugetieren eine anatomische Struktur in der Leistengegend der Bauchwand bezeichnet. Dabei stoßen Anteile der vorderen Bauchwand (s. u., Aufbau) so zusammen, dass sich ein länglicher Kanal bildet, der von der Bauchhöhle ausgehend durch die Bauchwand schräg nach vorne zieht. Der Begriff Leistenkanal ist mehr oder weniger mit dem Begriff Leistenspalt (Spatium inguinale) identisch. 

## Aufbau
Zunächst besitzt die umfangreiche Fläche der vorderen Bauchwand vom Processus xiphoideus und seitlich von den Rippenbögen (Arcus costalis) bis zu den Beckenknochen eine auch für das Verständnis des Leistenkanals wichtigen und typischen Schichtenaufbau. Unter der Haut und dem subkutanen Fettgewebe finden sich verschiedene zum Teil bindegewebigen Strukturen, oberflächliche Faszien oder aber Muskulatur und deren Faszien. Anschließend in der Tiefe, also von der Haut abwärts, befindet sich eine extraperitoneale Faszie und das Peritoneum parietale.
Vom Nabel abwärts an der Vorderwand geht die sonst typische einschichtige, oberflächliche Faszie in ein zweischichtiges Gebilde, den Panniculus adiposus abdominis, über. Sie wird gebildet aus einer oberflächlichen fettreichen Schicht (Camper-Faszie) und einer dazugehörigen tieferen, membranösen Schicht (Scarpa-Faszie). Zusammen werden sie als  Fascia abdominis superficialis bezeichnet. Die fünf Bauchmuskeln bestehen aus:
- drei schrägen Muskeln, auch seitliche Bauchwandmuskeln: Musculus obliquus externus abdominis,  Musculus obliquus internus abdominis und Musculus transversus abdominis
- zwei geraden Muskeln, auch vordere Bauchwandmuskeln: Musculus rectus abdominis und dem letztlich inkonstanten Musculus pyramidalis.

Die Benennung der Gruppen kann auch anders erfolgen: Die seitlichen und vorderen Muskeln werden als seitliche und mittlere Muskeln der oberflächlichen Bauchmuskeln bezeichnet.
a) äußerer Muskel
Jeder der drei schrägen Bauchmuskeln besitzt auf seiner Vorder- und Hinterfläche eine dünne, eigene Faszie. Der Musculus transversus abdominis an seiner Innenseite die kräftige Fascia transversalis. Diese kleidet die Bauchhöhle aus und geht nach kopfwärts (kranial) in die Zwerchfellfaszie und rückenwärts (dorsal) in die Fascia thoracolumbalis über. Beckenwärts (kaudal) ist sie an der Crista iliaca befestigt und geht in die Fascia endopelvina über.
Die vorderen Bauchmuskeln werden von der Fascia abdominalis superficialis überdeckt, welche sich dann im Unterbauch in zwei Blätter aufteilt:
- eine oberflächlich gelegene Camper-Fascie, welche sich in Richtung auf dem Damm und den Genitalorganen als Fascia perinei superficialis fortsetzt,
- eine tiefere gelegene Scarpa-Faszie,  welches sich als derbe Struktur beim Mann als Colles-Faszie in Richtung Genitalorgane als Fascia spermatica externa und zum Funiculus spermaticus fortsetzt und damit in Verbindung zum Leistenkanal steht.

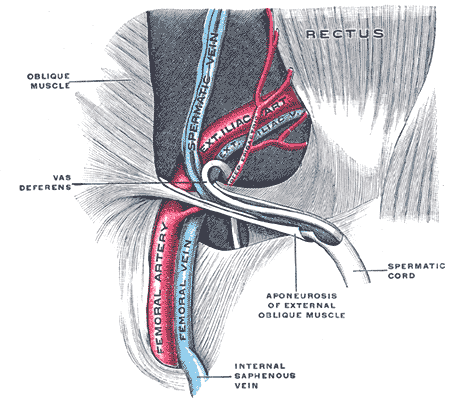
Eröffneter rechter Leistenkanal (Canalis inguinalis) am inneren Leistenring (Anulus inguinalis profundus) beim Mann mit Samenstrang, Samenleiter (Vas deferens) und rechte Hodenvene (Vena testicularis dextra). Die Hodenarterie (Arteria testicularis dextra), der Hodenheber (Musculus cremaster) und die Nervenfasern sind zur besseren Übersichtlichkeit nicht eingezeichnet.

Der Leistenkanal hat eine innere und äußere Begrenzung: 
- der äußere Leistenring (Anulus inguinalis superficialis)
- der innere Leistenring (Anulus inguinalis profundus)

Der äußere Leistenring ist eine schlitzförmige Öffnung in der Sehnenplatte des äußeren schrägen Bauchmuskels (Musculus obliquus externus abdominis). Der innere Leistenring liegt oberhalb (superior) des Leistenbandes (Arcus inguinalis, auch Ligamentum inguinale) und außenseitig (lateral) der Arteria epigastrica inferior; die Fascia transversalis stülpt sich hierein.
Begrenzt wird der Leistenkanal wie folgt: 
- ventral: Aponeurose des Musculus obliquus externus abdominis
- dorsal: Fascia transversalis abdominis
- kranial: Musculus transversus abdominis und Anteile des Musculus obliquus internus abdominis
- kaudal: Ligamentum inguinale

## Organe, die den Leistenkanal passieren
Unabhängig vom Geschlecht passieren der Ramus genitalis des Nervus genitofemoralis, der Nervus ilioinguinalis und die Lymphgefäße der oberflächlichen Leistenlymphknoten (Nll. inguinales superficiales) den Leistenkanal. Bei den meisten Säugetieren zieht auch die äußere Schamarterie (Arteria pudenda externa) durch den Leistenkanal, beim Menschen zieht diese über das Schenkeldreieck in die Genitalgegend.

### Männliche Säugetiere
Im Laufe der Fetalentwicklung wandert bei den meisten männlichen Säugetieren der in der Bauchhöhle entwickelte Hoden durch den Leistenkanal in den Hodensack (Scrotum), der sog. Descensus testis (Hodenabstieg). Dabei stülpt der Hoden das Peritoneum (Bauchfell) und die innere Körperfaszie (Fascia transversalis) durch den Leistenkanal aus. Diese Aussackung bezeichnet man als Processus vaginalis („Scheidenhautfortsatz“), dieser umhüllt den Hoden. Dabei setzen sich die Schichten der Bauchwand infolge der Ausstülpung des Processus vaginalis fort. Diese Schichten vereinigen sich im Leistenkanal selbst zum Samenstrang (Funiculus spermaticus), welcher in seinem Inneren die Hodenarterie und -vene, den Samenleiter, sowie Nerven führt. Faserzüge aus dem inneren schrägen und dem queren Bauchmuskel begleiten den Hoden auf seinem Weg und bilden den ebenfalls im Leistenkanal befindlichen Musculus cremaster.

### Weibliche Säugetiere
Bei weiblichen Säugetieren durchzieht das Ligamentum teres uteri (rundes Gebärmutterband zur Befestigung der Gebärmutter) den Leistenkanal und tritt bei Frauen bis in die großen Schamlippen (Labia majora). Der Processus vaginalis bei Frauen (Nuck-Kanal) bildet sich meistens im Laufe der Entwicklung zurück, kann aber ganz oder teilweise persistieren (weibliche Hydrocele, Nuck-Zyste). Ein Processus vaginalis kommt regelmäßig bei einigen wenigen erwachsenen weiblichen Säugetieren vor, z. B. bei der Hündin. Er enthält aber nur Fett.